# Juan de Ocón y Trillo
Juan de Ocón y Trillo (n. Antequera (Málaga), España , alrededor de 1553 - m. en Nicaragua alrededor de 1615) fue un militar español,gobernador de la provincia de Costa Rica de 1604 a 1613.

## Datos personales
Fue hijo de Pedro González de Ocón y María de Trillo. Sus parientes habían prestado servicios militares a la Corona en Granada, Túnez y Perpiñán. Casó con Isabel Chacón de Luna, de quien enviudó alrededor de 1600.
En la documentación de la Casa de Contratación sobre su viaje a América en 1603 se le describe como de "edad de cincuenta años mediano cuerpo pelo entrecano cariaguileño". Con el viajaron a Costa Rica sus hijos Isabel, Pedro, Sebastiana, María, Leonor, Sebastián de Ocón y Trillo y Chacón de Luna y Juan de Ocón y Trillo y Chacón de Luna, el último de solo cuatro años de edad.
Casó en segundas nupcias en Nicaragua con una señora de apellido Montes de Oca, con quien tuvo a doña Eulalia de Ocón y Trillo y Montes de Oca, quien casó con don Juan Díaz de Mayorga Solórzano.
De él descienden hoy en día miles de costarricenses, con el apellido compuesto Oconitrillo.

## Gobernador de Costa Rica
Fue nombrado por Felipe III como gobernador de Costa Rica en 1603. Tomó posesión en 1604 y llevó a cabo el juicio de residencia de su antecesor, el adelantado Gonzalo Vázquez de Coronado y Arias Dávila.
Durante su administración Diego de Sojo y Peñaranda fundó en 1605 la ciudad de Santiago de Talamanca, destruida por los indígenas en 1610.
En 1608 Pedro de Villarreal, obispo de Nicaragua y Costa Rica, efectuó la primera visita episcopal a Costa Rica, en cuyo transcurso tuvo un grave enfrentamiento con el gobernador.
La administración de dicho gobernador fue muy criticada por su corrupción, sus continuos abusos, su violencia de carácter y su afición al licor.
Entregó el mando en 1613 a Juan de Mendoza y Medrano, que lo residenció. Salió de Costa Rica en 1615 y se estableció en Nicaragua.
Su bisnieto Diego Vázquez de Montiel y Ocón y Trillo fue adelantado de Costa Rica de 1720 a 1733.